# 日産車体九州
日産車体九州株式会社（にっさんしゃたいきゅうしゅう）は、日産車体株式会社100%出資の子会社であり、日産グループ及び同社の自動車を製造するメーカーである。
2007年5月に設立し、2009年4月に工場が完成した。工場は日産自動車九州の工場に隣接しており、所在地はともに新浜町1-3。プラントコードは「9」。

## 生産車種
◇◆はそれぞれ、基本メカニズムを共用する車種。※は生産終了分
- エルグランド（E52型）◇

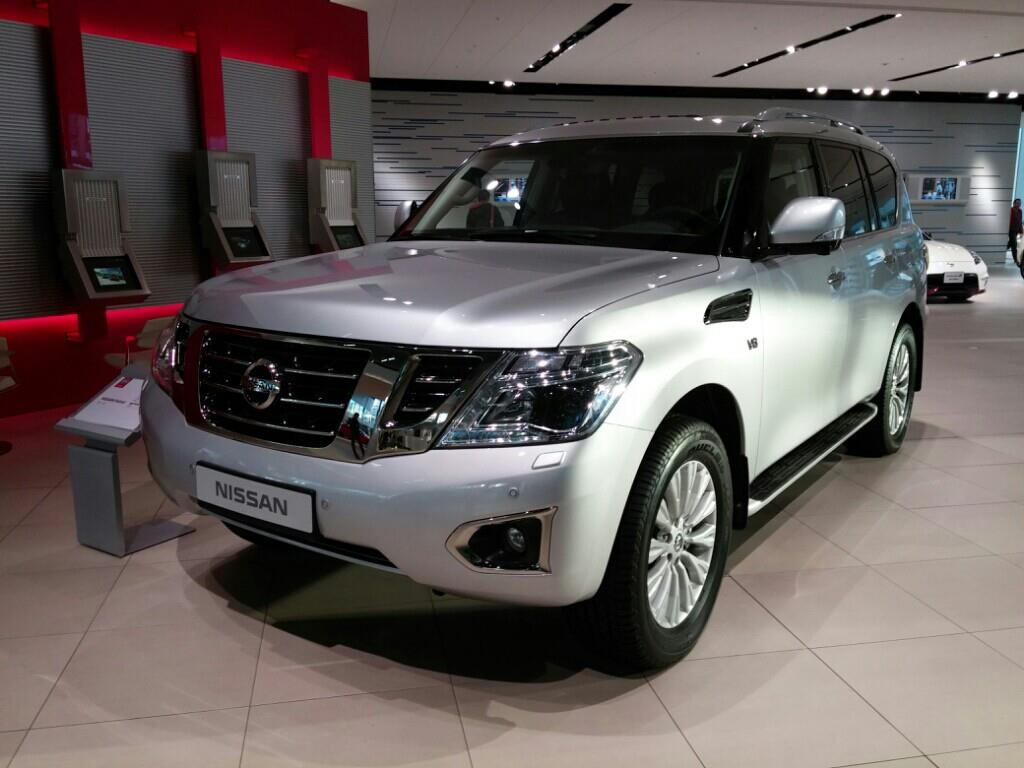
パトロール

- キャラバン/アーバン（E26型、後者は国外専売）
  - いすゞ・コモ（E26型、2代目）
  - 三菱ふそう・キャンターバン（E26型、国外専売）
- パトロール（Y62型右ハンドル車/Y63型並行生産、国外専売、Y61は日産車体湘南工場で2024年6月まで製造）◆
- インフィニティQX80（Z63型、国外専売）◆
- クエスト（E52型、国外専売）◇※
- アルマーダ（Y63型、国外専売）◆